# ハーコート

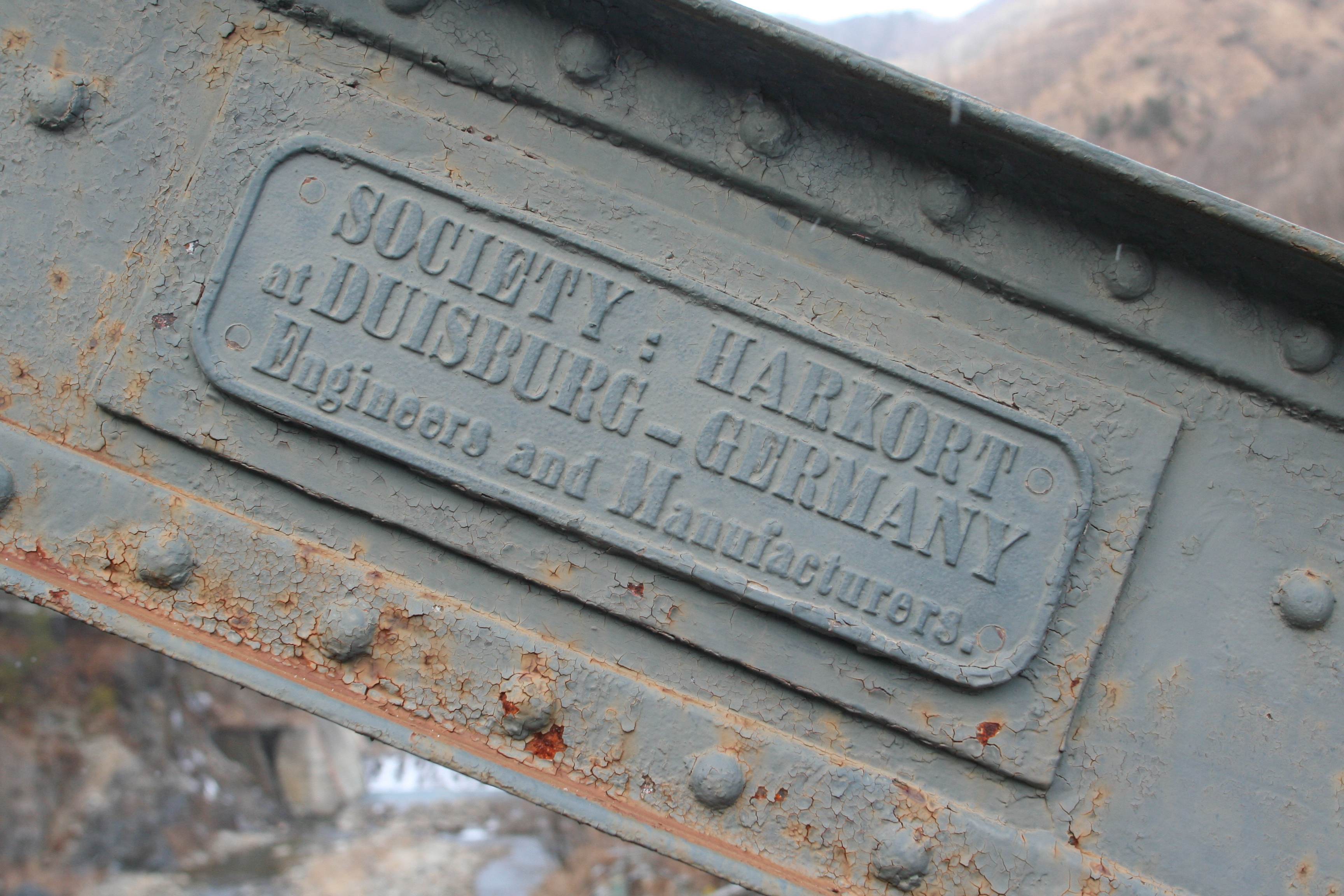
古河橋にある銘板。

ハーコート（Harkort'sche Fabrik）は、かつてドイツのデュースブルクに存在した鉄鋼・橋梁メーカーである。

## 歴史
19世紀初頭、ヨハン・カスパー・ハーコート4世（Johann Caspar Harkort IV、1753年 - 1818年）により、ルール地方、現ノルトライン＝ヴェストファーレン州のハーゲンに設立された工場をそのルーツとする。ハーコート4世は「ルールの父」と呼ばれるフリードリヒ・ハーコートの父である。
1800年、その工場に蒸留施設が設置された。ハーコート4世が没すると、1819年、長男のクリスチャン・ハーコートが1834年まで経営を受け継ぎ、さらにその兄弟が1849年まで受け継いだ。
1832年、ヨハン・ハーコート5世（1785年 - 1877年）が蒸気機関を用いた工場を始めた。当初は鋳鉄工場と錬鉄工場にて刃物類、防具、道具、荷車などを製造していた。1840年からは鉄道用の車軸やホイールの製造を開始した。
1850年、4世の孫でフリードリヒの甥]あたるヨハン・カスパー・ハーコート6世（1817年 - 1896年）が鉄骨と橋梁の製造工場を設立する。すぐに手狭となり、10年後にはハーコート6世はライン川に沿ったデュースバーグのホッホフェルトに移転した。1863年からは、そこから橋が移出された。
ハーコートは、のちにデュースブルク機工（Duisburg Mashinenbau AG）となり、さらに他社と統合されて現DEMAG(Demag)となった。
今日残っている建物は、1990年に記念建造物とされた機器室のみである。ブルワリーはハーゲン・ヴェストファーレン野外博物館（Hagen Westphalian Open-Air Museum）に移設されている。ハーコートの工場は、産業遺産トレイル（Route der Industriekultur）のひとつとなっている。

## 日本との関わり
日本で鉄道の建設が開始された当時、土木技術はもっぱら諸外国に頼っており、お雇い外国人も鉄道の分野が突出して多かったほどであった。本州の鉄道建設ではイギリスの、北海道ではアメリカの流儀を取り入れたが、九州ではドイツに範を求めた。お雇い外国人の一人であるドイツ人のヘルマン・ルムシュッテルを技師長として迎えた九州鉄道は、ドイツの橋梁メーカーたるハーコート製の多数の橋梁を輸入し、設置した。
ハーコート製の橋梁は、甲武鉄道にも採用されていた。これは、甲武鉄道の菅原恒覧が、1891年まで九州鉄道の建設工事に関わっていたことに由来する。現水道橋駅付近の小石川通り架道橋は、日本に現存するハーコート製橋梁としては唯一の上路ワーレントラス橋である。
ハーコート製の特徴として、ボウストリング・トラスを多用したことがあげられる。のちに、橋門構の設置ができないことから桁の両端部が強度的に弱くなることが判明し、また鉄道の発展に伴い通過する車輌の重量が増大したために、多くのものが掛け替えを迫られた。日本には約70連が輸入され、うち47連は九州鉄道が導入した。一部の橋梁は道路橋に転用された。

## 日本に現存する橋の例

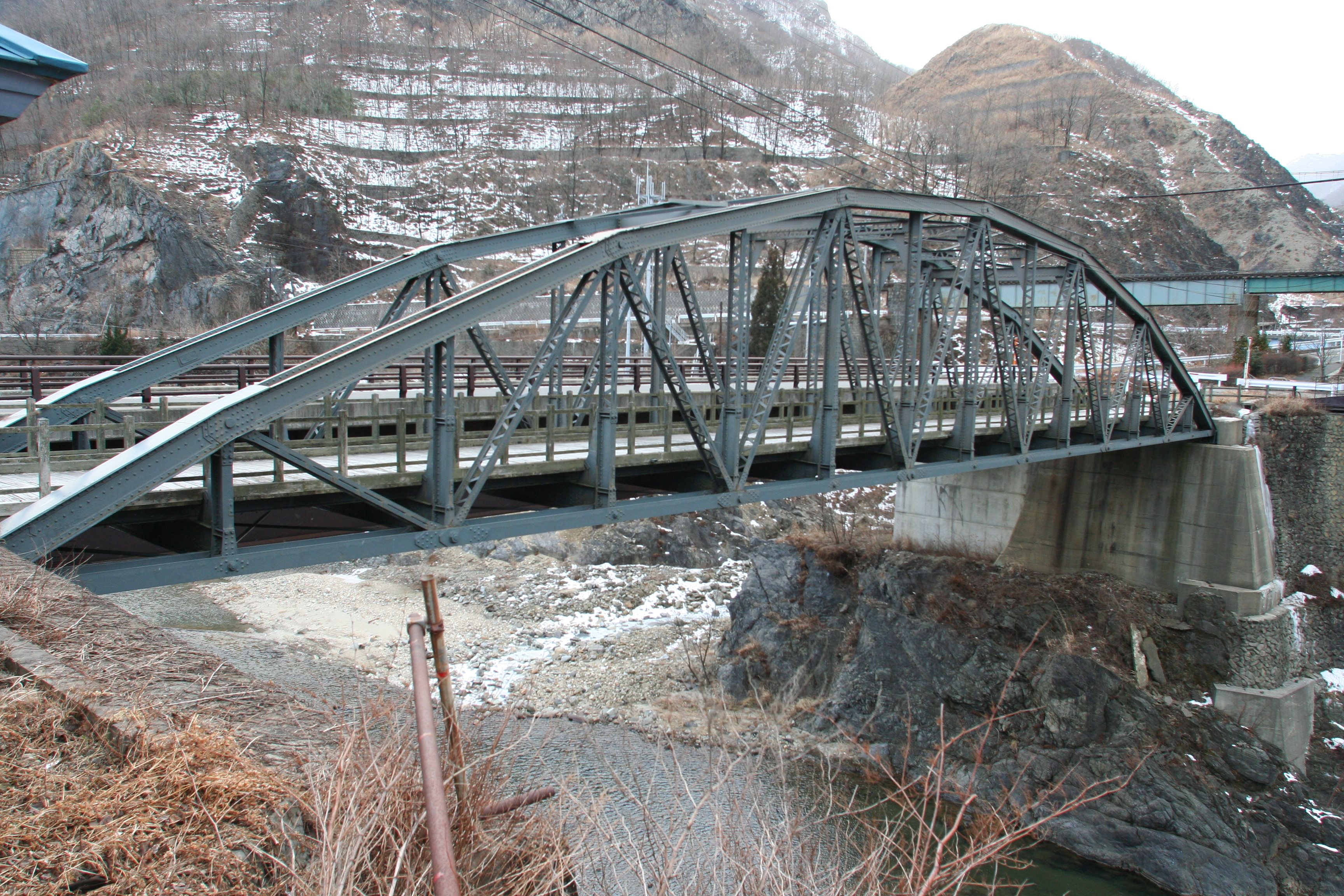
古河橋。

- 切立橋 - ボウストリングトラス。福島県会津若松市・喜多方市
- 古河橋 - ボウストリングトラス。栃木県日光市足尾。
- 昌平橋架道橋 - プレートガーダー橋。東京都千代田区
- 緑地西橋のトラス - ボウストリングトラス。旧心斎橋からトラス部のみ転用。大阪府大阪市
- 別子銅山の鉱山鉄道橋 - テーマパーク・マイントピア別子の端出場ゾーン。愛媛県新居浜市